# Петър Киров
Петър Велев Киров е български състезател по борба класически стил.

## Биография
Роден е в с. Калчево, Ямболско, на 17 септември 1942 г. Работи като стругар в ямболския завод „Сила“.
Започва да тренира борба в класически стил в категория до 52 кг при треньора Пантелей Боев през 1963 г. Състезава се само за СК „Академик“ (София). Треньора Димитър Добрев го привлича в националния отбор.
През кариерата си печели 52 златни медала от различни първенства. Притежател е на два златни медала от летните олимпийски игри в Мексико през 1968 г. и летните олимпийски игри в Мюнхен през 1972 г.
Трикратен световен шампион от Едмънтън (1970), София (1971) и Катовице (1974). 4 пъти е печелил Европейското първенство по борба: Минск (1967), Берлин (1970), Мадрид (1974) и Санкт Петербург (1976). Има един сребърен и един бронзов медал от първенствата през 1968 и 1972 г. 11 пъти е носител на златния пояс на „Никола Петров“. Обявен е за спортист на годината на България за 1971 и 1972 г.
Завършва с отличие висше образование ВИФ (1971). Редовен аспирант в Москва (1979), кандидат на педагогическите науки (1983). Защитава хабилитационен труд „Нестандартното технико-тактическо майсторство в класическата борба“ (2006).
Работи като старши треньор на националния отбор по класическа борба, заместник-председател на СД „Академик“ (София), председател на Българската федерация по борба и ръководител на катедра „Борба и джудо“ в НСА.
Награден с Орден „Стара планина“ I степен „за изключителните му заслуги и принос за развитието на българския спорт и по повод 60 години от рождението му“ (2002).